# مشغل دوار

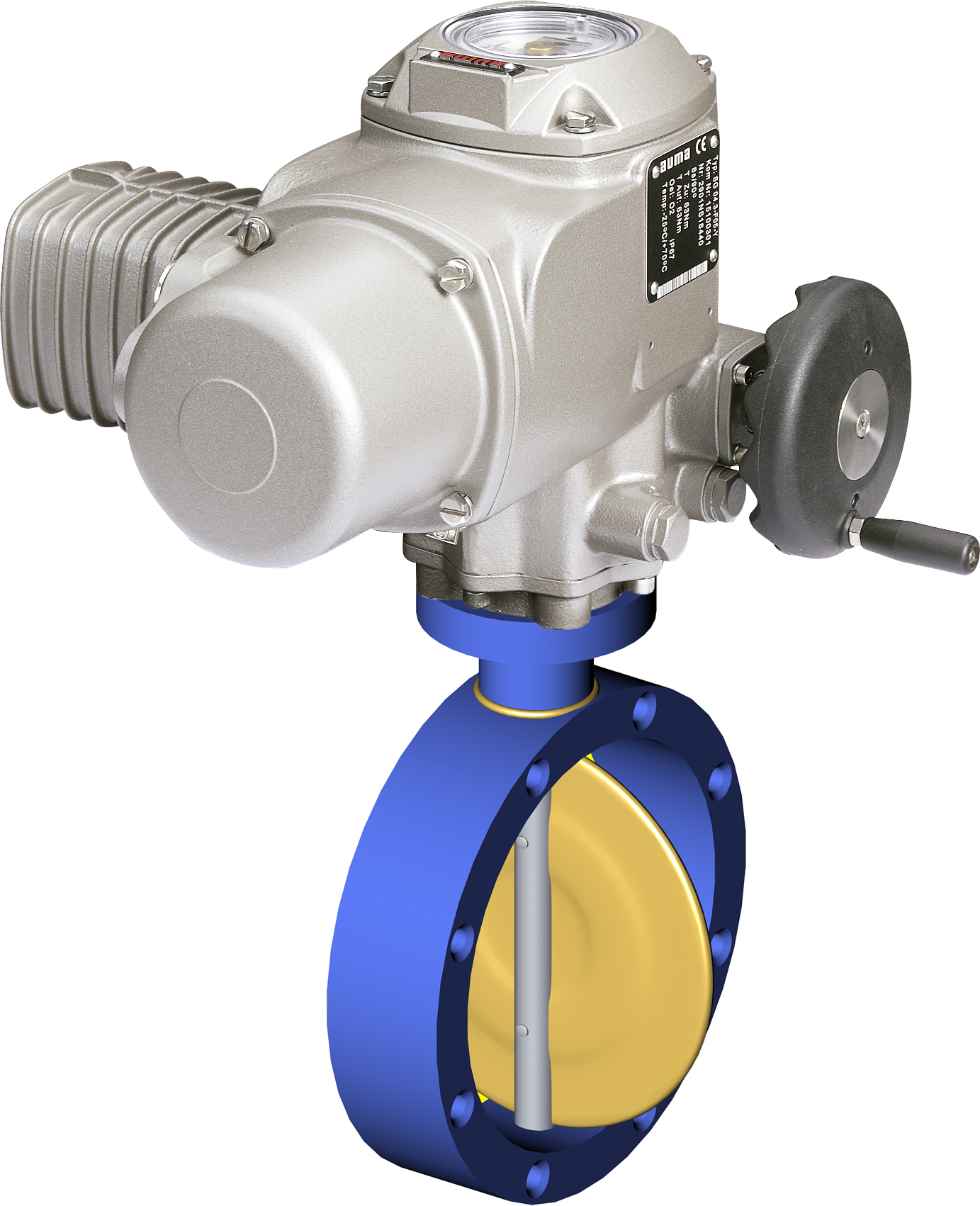
مشغل كهربى يدير محبس فراشة.

المشغل الدوار هو المحرك الذي ينتج عنه حركة دورانية أو عزم دوران. يتكون أبسط مشغل من أجزاء ميكانيكية فقط، حيث تنتج عن الحركة الخطية في اتجاه واحد حركة دورانية. في حين أن أكثر المشغلات شيوعا هي التي تعمل بالطاقة الكهربائية إلا أن العديد من التطبيقات تعمل إما بالطاقة الهوائية أو الطاقة الهيدروليكية أو الطاقة المخزنة داخل الزنبرك.
قد تكون الحركة المتولدة من المشغل إما دوران مستمر كما هو الحال في المحركات الكهربائية أو حركة إلى موضع محدد كما هو الحال في محركات السيرفو والمحركات الخطوية.

#### محركات خطوية

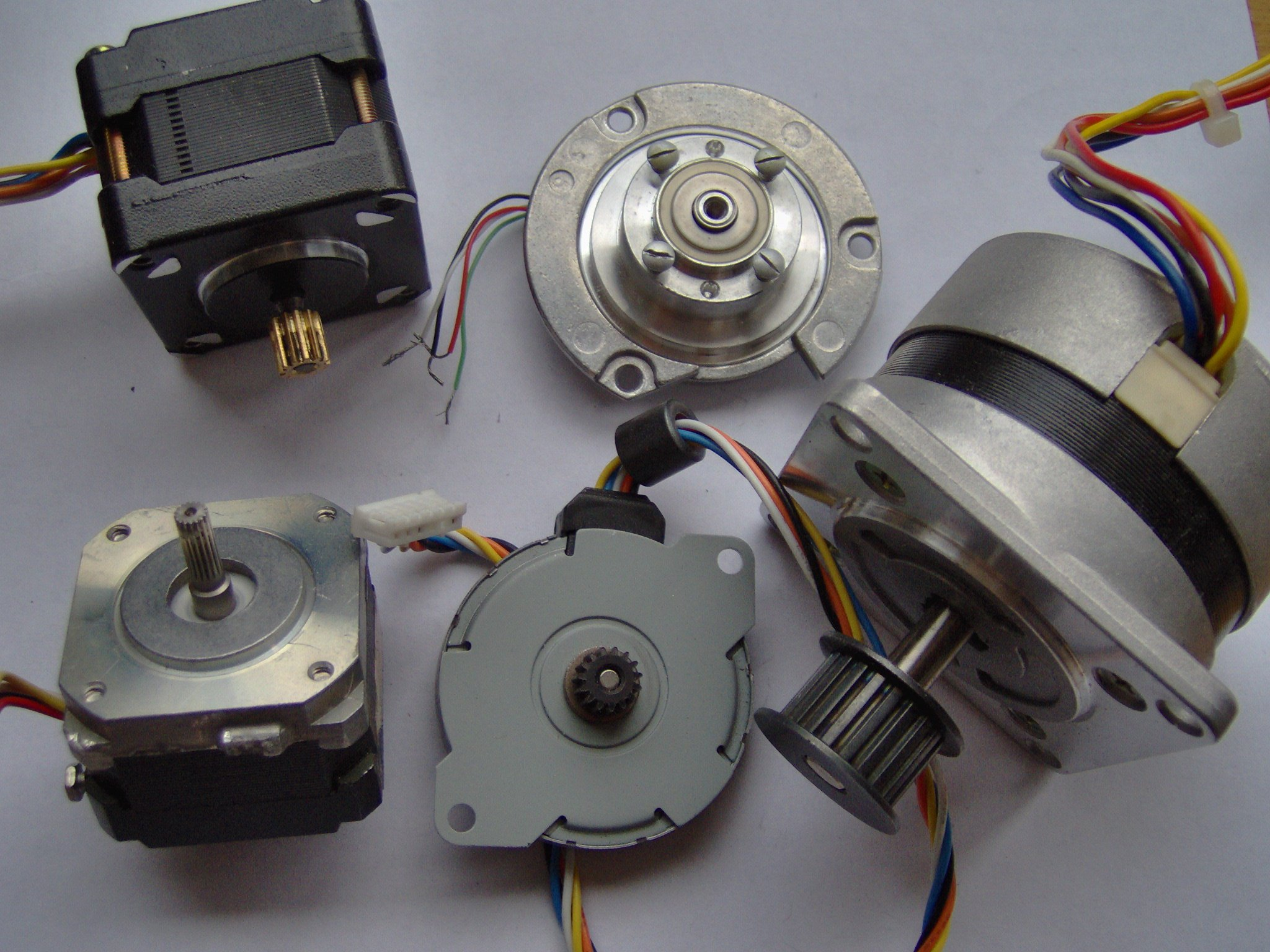
مجموعة متنوعة من المحركات الخطوية.

#### محركات السيرفو

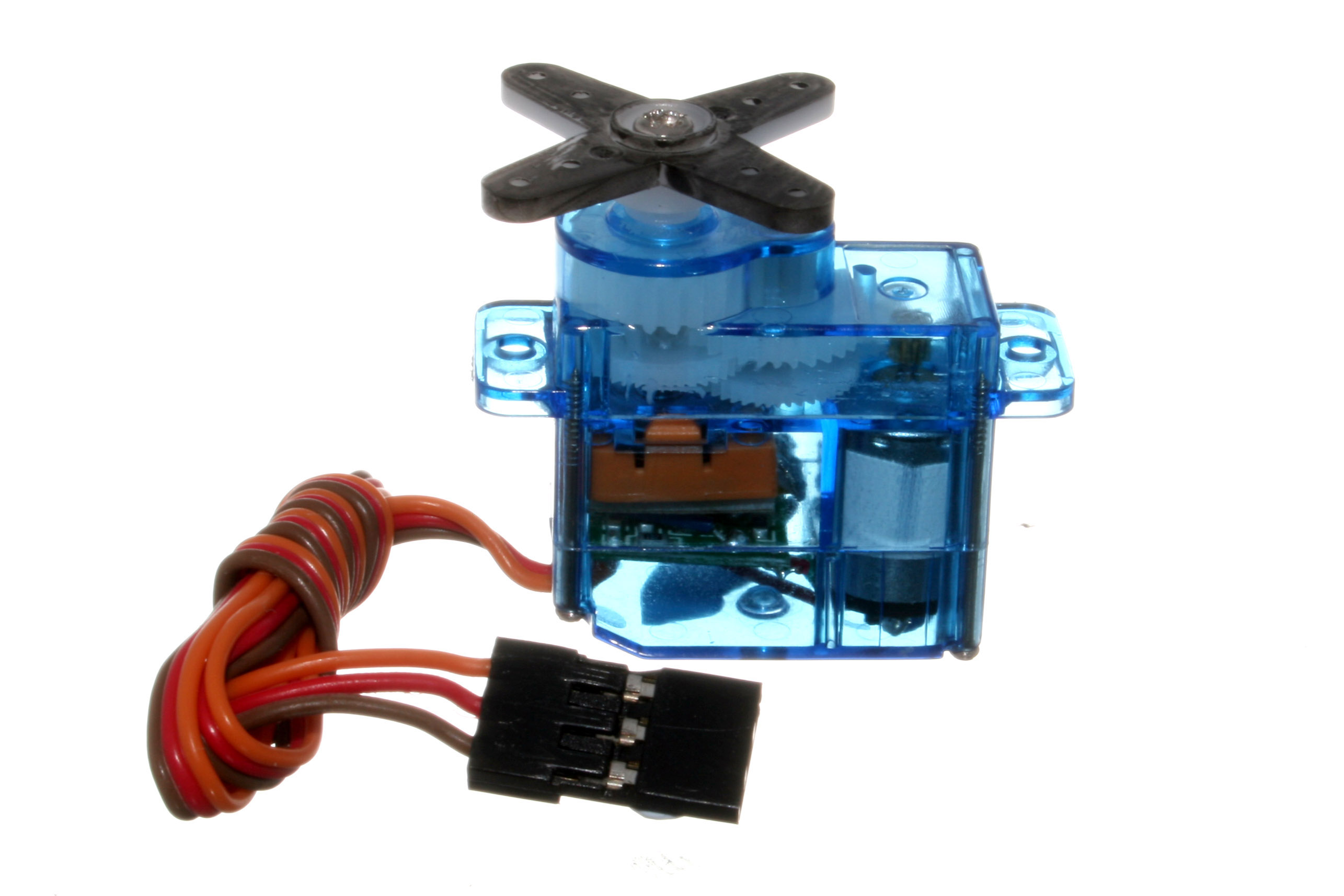
محرك سيرفو.